# Pidvolotchysk
Pidvolotchysk (en ukrainien : Підволочиськ) ou Podvolotchinsk (en russe : Подволочиск ; en polonais : Podwołoczyska) est une commune urbaine de l'oblast de Ternopil, en Ukraine, et le centre administratif du raïon de Pidvolotchysk. Sa population s'élevait à 7 985 habitants en 2017.

## Géographie
Pidvolotchysk est située sur la rive droite de la rivière Zbroutch, à 41 km à l'est de Ternopil, elle possède une gare ferroviaire.

## Histoire
Pidvolotchysk fit partie du royaume de Pologne de 1340 à 1569, puis de la voïvodie ruthène de l'Union de Pologne-Lituanie. La première partition de la Pologne, en 1772, l'attribua à la Monarchie habsbourgeoise, qui la rattacha à la province de Galicie. Elle fut alors une ville-frontière, autrichienne — puis polonaise —, face à Volotchysk, alors en Russie. 

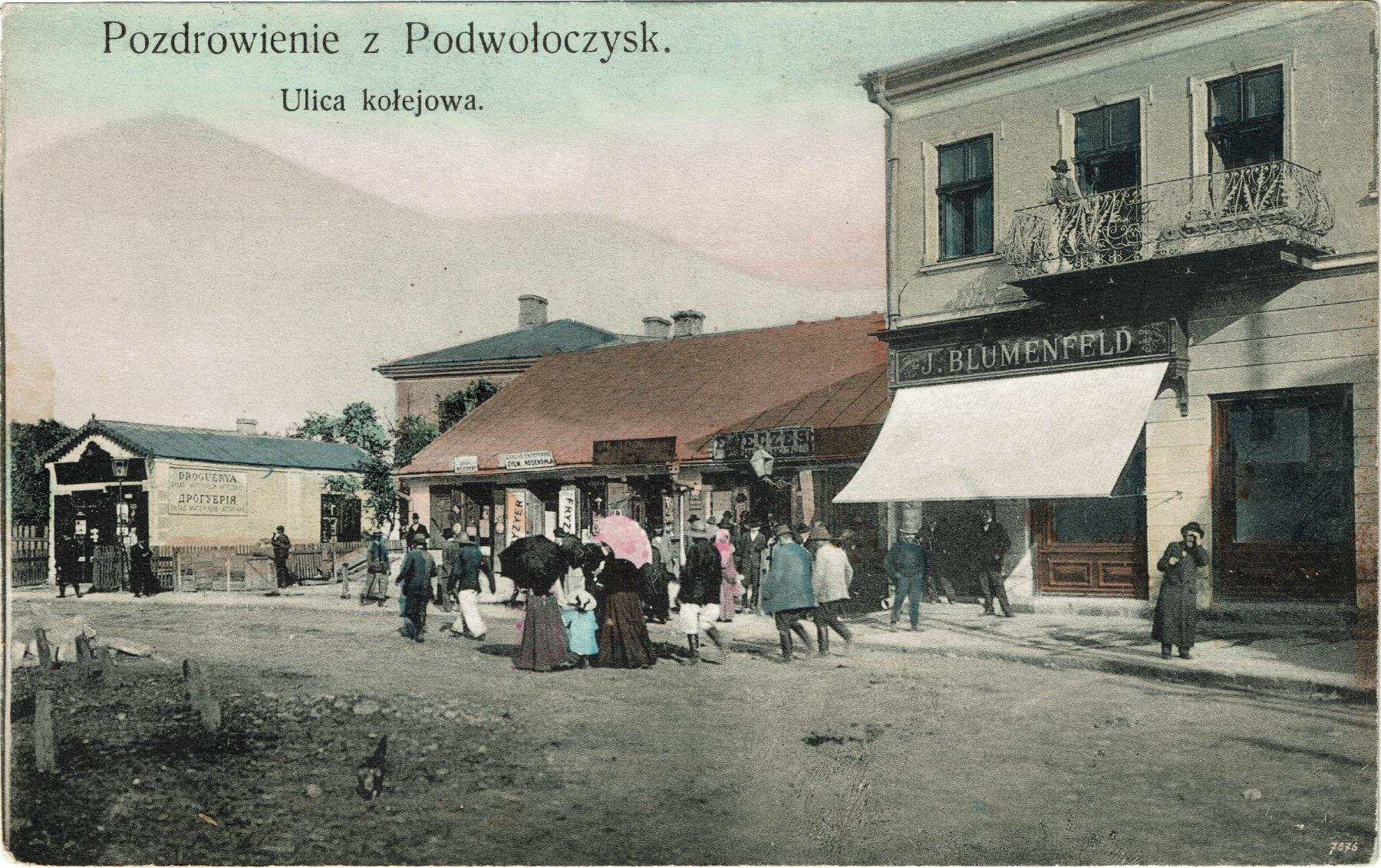
Rue Kołejowa avec ses boutiques juives, Podwoloczyska, 1905

Après la Première Guerre mondiale, en 1919, Pidvolotchysk devint polonaise (voïvodie de Tarnopol). Elle fut occupée par l'Armée rouge en septembre 1939, après la signature du pacte germano-soviétique, puis annexée par l'Union soviétique qui l'éleva au statut de commune urbaine.
Avant la Seconde Guerre mondiale, la plupart des habitants étaient Juifs. La ville fut occupée par l'Allemagne nazie le 5 juillet 1941. Les Allemands construisirent le même mois un camp de travaux forcés pour les juifs, qui étaient alors au nombre de 3 670. En 1942, une partie des prisonniers fut transportée à Zbaraż et Kamionka. En octobre 1942, ils furent déportés au Camp d'extermination de Bełżec. Le 28 juin 1943, les derniers juifs furent assassinés et le camp liquidé. Le 21 mars 1944, l'Armée rouge libéra la ville.

## Population
Recensements (*) ou estimations de la population :
| 1959* | 1970* | 1979* | 1989* | 2001* | 2011  |
| ----- | ----- | ----- | ----- | ----- | ----- |
| 3 305 | 5 047 | 7 502 | 8 756 | 7 972 | 8 002 |

| 2012  | 2013  | 2014  | 2015  | 2016  | 2017  |
| ----- | ----- | ----- | ----- | ----- | ----- |
| 8 015 | 8 069 | 8 063 | 8 056 | 8 025 | 7 985 |

## Personnalités
Plusieurs personnalités communistes de la première moitié du XXe siècle, nées à Pidvolotchysk, s'illustrèrent dans les rangs du NKVD, avant d'être elles-mêmes victimes des grandes purges des années 1930 :
- Walter Krivitsky (1899-1941), espion soviétique
- Hermann Kesten (1900-1996), écrivain allemand, président du PEN-Allemagne 1972-1976
- Ignacy Porecki (1899-1937), dit Ignace Reiss, espion soviétique
- Elisabeth Poretski, épouse du précédent, auteur du livre de mémoires Les Nôtres.

Autres personnalités :
- Israël Eldad (1910-1996), né Israël Scheib à Pidvolotchysk, l'un des dirigeants de l'organisation sioniste Lehi.